# Emanuel Weiss (gánster)
Emanuel "Mendy" Weiss (11 de junio de 1906 – 4 de marzo de 1944) fue una figura estadounidense del crimen organizado. Fue un asociado del famoso Louis Buchalter y parte de su organización criminal conocida como Murder, Inc. durante los años 1930 y hasta el tiempo de su arresto por asesinato en 1941, por lo que fue condenado y, en 1944, ejecutado. La Oficina Federal de Narcóticos señaló que Weiss y su socio criminal Philip "Little Farvel" Cohen estaban muy involucrados en el narcotráfico. Aunque fue acusado de varios cargos relacionados con drogas, Weiss nunca fue sentenciado por ninguno de esos crímenes.

## Carrera
Empezó como un matón para las extorsiones sindicales dirigidas por Louis "Lepke" Buchalter en 1923. Weiss fue ascendiendo y llegó a convertirse en uno de los asociados de confianza de Buchalter. Weiss fue activo en las lucrativos garitos de Buchalter en el Garment District y una vez que Buchalter y Jacob Shapiro fueron prófugos de la ley en 1937 Weiss tomó el control de las operaciones. Buchalter continuaba dirigiendo las actividades, sin embargo.

## El asesinato de Dutch Schultz
Weiss tomó parte personalmente en varios asesinatos a sueldo para el Sindicato nacional del crimen. El 23 de octubre de 1935, él y Charles "the Bug" Workman entraron al Palace Chophouse en Newark, Nueva Jersey, para asesinar a Dutch Schultz. Weiss fue hasta el barman y los camareros y les pidió que se tumbraran en el suelo. Al mismo tiempo, Workman pasó junto a Weiss y abrió fuego sobre Schultz y tres de sus asociados. Todos ellos fueron fatalmente heridos y murieron de sus heridas en unas pocas horas o días. Inmediatamente después de los disparos, Weiss, temiendo la inminente llegada de la policía, huyó de la escena y se subió al coche que esperaba para huir. Ordenó al chofer, Seymour "Piggy" Schechter, irse sin Workman, quien aún estaba terminando de matar a Schultz en el baño del restaurante. Como resultado de haber sido dejado atrás, Workman se vio obligado a regresar a Nueva York solo, a pie.
Al día siguiente, Workman se quejó ante la "junta" de Murder, Inc. que había sido abandonado por Weiss y Piggy en la escena del asesinato, una ofensa que se castigaba con la muerte. Weiss se defendió argumentando que Workman había regresado al baño de hombres no para asegurarse que el trabajo había sido cumplido (como afirmaba Workman), sino simplemente para robar el dinero y otras pertenencias de Schultz. Entonces, argumentó Weiss, el trabajo ya estaba terminado y Workman había elegido quedarse en la escena estrictamente por razones personales egoístas, poniendo en peligro su escape y aumentando el riesgo de captura. Al final fue Louis Buchalter quien pudo salvar a su teniente Weiss de ser asesinado por la Mafia.

## El asesinato de Joseph Rosen
El 13 de septiembre de 1936 Weiss, junto con Louis Capone, Sholem Bernstein, Philip "Little Farvel" Cohen, James Ferraco y Harry "Pittsburgh Phil" Strauss, tomó parte en el asesinato del propietario de una tienda de dulces de Brownsville, Brooklyn llamado Joseph Rosen. Buchalter había ordenado el asesinato para evitar que Rosen, a quien Buchalter había sacado antes del negocio de transporte de vestidos, hiciera algún intento de exponer a Buchalter y sus garitos ante el fiscal Thomas E. Dewey. Fotos nunca antes publicadas del asesinato en la tienda de Rosen aparecieron en el libro New York City Gangland. Este crimen eventualmente terminó siendo la perdición de Buchalter, Weiss, y Louis Capone, un teniente de Buchalter que ayudó a planear y ejecutar el crimen.

## Arresto y condena
El asesinato de Rosen permaneció sin resolver por casi cuatro años. Toda vez que la policía no conocía de las conexiones entre Rosen y la mafia y, más aún, no conocía a ningún enemigo que Rosen pudiera haber tenido, no tenía pistas. La policía finalmente supo de los vínculos de la mafia con el asesinato en 1940 cuando Abe "Kid Twist" Reles, otro matón de Murder, Inc., se volvió informante del fiscal del distrito de Brooklyn William O'Dwyer. Reles implicó a Weiss y sus colegas en este asesinato y ayudó a la policía a resolver muchos otros crímenes que fueron golpes de la mafia. Huyendo a Kansas City, Weiss, bajo el nombre de James W. Bell, actuó como un ejecutivo de una compañía minera pero fue arrestado por agentes anti-narcóticos en abril de 1941 y regresado a Nueva York, donde fue formalmente acusado del asesinato de Rosen.
A fines de 1941, Buchalter, Weiss y Capone fueron juzgados por un jurado en el corte de Brooklyn del juez Franklin Taylor por el asesinato en primer grado de Joseph Rosen. La información provista por Reles y otros informantes de la mafia como Allie "Tick-Tock" Tannenbaum y Max Rubin, terminó en un veredicto de culpabilidad y una sentencia de muerte para cada uno de los tres acusados. La noche del sábado 4 de marzo de 1944, Weiss, Capone y Buchalter fueron ejecutados en la silla eléctrica en la prisión de Sing Sing por este asesinato.
Las últimas palabras de Weiss antes de su ejecución fueron:

“Estoy aquí por un caso armado. Y el gobernador Dewey lo sabe. Quiero agradecer al juez Lehman...Él me conoce porque soy judío. Denle mis cariños a mi familia... y todo.”

Fue enterrado en el Mount Hebron Cemetery en Flushing, Queens.

## Apariciones en la ficción
Weiss fue interpretado por Joseph Bernard en la película de 1960 Murder, Inc.